# کبوتر تولیما
کبوتر تولیما (نام علمی: Leptotila conoveri) نام یک گونه از تیره کبوتر است.